# 威廉·沃尔夫
威廉·沃尔夫（德語：Wilhelm Wolff，1809年6月21日—1864年5月9日），生於西里西亞，是德国塔尔努夫的一位教師。1831年参加了激进的学生运动，并因此在1834年到1838年坐牢。1846年在布鲁塞尔与马克思、恩格斯结为朋友，关系密切。沃尔夫同時也是正義者同盟的成員，並參與正義者同盟於1848年改組成共產主義同盟。在1848-1849年間擔任《新萊茵報》的編輯，同時參與法蘭克福國民議會。1849年，移民瑞士，稍後於1851年前往英國。在去世时意外地为马克思留了一份遗产，解决了马克思经济上的燃眉之急。

## 影響
他藉由商業活動所獲得的一大筆財富，在死後留給了馬克思。馬克思在《資本論》第一卷的獻詞中向他致敬：「獻給我難忘的朋友威廉·沃爾夫——無畏、忠誠、高貴的無產階級鬥士。」
格哈特·霍普特曼的劇作《織工》（Die Weber）則是基於他的一篇文章，文章講述了1844年西里西亞織工起義及其遭受鎮壓的情況，標題為《西里西亞的苦難與暴動》（Das Elend und der Aufruhr in Schlesien）。